# Mistrovství světa ve florbale 2014
Mistrovství světa ve florbale mužů 2014 bylo 10. ročníkem mistrovství světa mužů pořádaným asociací IFF. Turnaj probíhal od 5. do 14. prosince 2014 ve Švédsku, konkrétně pak v Göteborgu v halách Scandinavium a Lisebergshallen.
Český tým vyhrál bronzovou medaili po vítězství nad Švýcarskem a napravil si neúspěch z minulého mistrovství. Švédsko doma obhájilo zlaté medaile z předešlého šampionátu, když ve finále zdolalo Finsko poměrem 3:2.

## Kvalifikace
Závěrečného turnaje se zúčastnilo 16 národních týmů. O 15 míst se bojovalo v kvalifikaci a pouze Švédsko mělo účast jako pořádající země zajištěnou předem. Kvalifikace se konala od 28. ledna do 2. února 2014.

### Seznam kvalifikovaných týmů
| Akce                         | Místenky | Kvalifikovaní | Počet účastí | Poslední účast | Nejlepší umístění                                   | Pořadí po sobě jdoucí účasti |
| ---------------------------- | -------- | ------------- | ------------ | -------------- | --------------------------------------------------- | ---------------------------- |
| Hostitelská země             | 1        | Švédsko       | 10           | 2012           | Vítězové (1996, 1998, 2000, 2002, 2004, 2006, 2012) | 10                           |
| Evropská kvalifikace 1       | 2        | Finsko        | 10           | 2012           | Vítězové (2008, 2010)                               | 10                           |
| Evropská kvalifikace 1       | 2        | Rusko         | 9            | 2012           | 6. místo (1996)                                     | 6                            |
| Evropská kvalifikace 2       | 3        | Švýcarsko     | 10           | 2012           | 2. místo (1998)                                     | 10                           |
| Evropská kvalifikace 2       | 3        | Estonsko      | 5            | 2012           | 7. místo (2010)                                     | 4                            |
| Evropská kvalifikace 2       | 3        | Slovensko     | 2            | 2012           | 8. místo (2012)                                     | 2                            |
| Evropská kvalifikace 3       | 3        | Česko         | 10           | 2012           | 2. místo (2004)                                     | 10                           |
| Evropská kvalifikace 3       | 3        | Dánsko        | 9            | 2010           | 4. místo (1998, 2000)                               | 1                            |
| Evropská kvalifikace 3       | 3        | Německo       | 8            | 2012           | 4. místo (2012)                                     | 3                            |
| Evropská kvalifikace 4       | 2        | Norsko        | 10           | 2012           | 3. místo (1996)                                     | 10                           |
| Evropská kvalifikace 4       | 2        | Lotyšsko      | 9            | 2012           | 5. místo (2006, 2008, 2010)                         | 8                            |
| Asijsko-oceánská kvalifikace | 3        | Austrálie     | 2            | 2010           | 14. místo (2010)                                    | 1                            |
| Asijsko-oceánská kvalifikace | 3        | Jižní Korea   | 1            | —              | —                                                   | 1                            |
| Asijsko-oceánská kvalifikace | 3        | Japonsko      | 3            | 2012           | 15. místo (2010, 2012)                              | 3                            |
| Americká kvalifikace         | 2        | Kanada        | 3            | 2012           | 11. místo (2010)                                    | 3                            |
| Americká kvalifikace         | 2        | USA           | 2            | 2012           | 12. místo (2012)                                    | 2                            |

## Stadiony
| Scandinavium     | Lisebergshallen | Göteborg |
| ---------------- | --------------- | -------- |
| Kapacita: 12 000 | Kapacita: 1 800 | Göteborg |
|                  |                 | Göteborg |

## Los skupin
Los závěrečného turnaje se uskutečnil 25. února 2014 a probíhal od 13:30 v Göteborgu v Casinu Cosmopol.
Nasazení týmů (čísla v závorkách) vzniklo podle žebříčku IFF, který byl založen na výsledcích z posledních dvou mistrovství světa.
| Koš 1                     | Koš 2                    | Koš 3                      | Koš 4                        |
| ------------------------- | ------------------------ | -------------------------- | ---------------------------- |
| Švédsko (1); (Soupiska)   | Norsko (5); (Soupiska)   | Rusko (9); (Soupiska)      | Dánsko (14); (Soupiska)      |
| Finsko (2); (Soupiska)    | Lotyšsko (6); (Soupiska) | Kanada (11); (Soupiska)    | Austrálie (17); (Soupiska)   |
| Švýcarsko (3); (Soupiska) | Německo (7); (Soupiska)  | Slovensko (12); (Soupiska) | USA (19); (Soupiska)         |
| Česko (4); (Soupiska)     | Estonsko (8); (Soupiska) | Japonsko (13); (Soupiska)  | Jižní Korea (20); (Soupiska) |

## Rozhodčí
Mezinárodní florbalová federace (IFF) nominovala na mistrovství světa ve Švédsku celkem sedm rozhodčích párů ze sedmi různých členských asociací IFF.
Nominovaní rozhodčí
- Petr Černý a Jiří Janoušek
- Tero Fordell a Lasse Vuola
- Björn Aksel Henriksen a Jan Magnar Ingebrigtsli
- Bartosz Burek a Wojciech Czarnecki
- Šaril Ismail a Dennis Lim
- Ola Hamberg a Daniel Skoog
- Thomas Baumgartner a Thomas Kläsi

## Legenda
Toto je seznam vysvětlivek použitých v souhrnech odehraných zápasů.
| - PH1 – Branka v přesilové hře (5 na 4) - PH2 – Branka v přesilové hře (5 na 3) - VO1 – Branka v oslabení (4 na 5) | - VO2 – Branka v oslabení (3 na 5) - SV – Gól při signalizovaném vyloučení - PB – Gól do prázdné branky | - PP – Gól při odvolání brankáře (power play) - ts. – Gól z trestného střílení - vla. – Vlastní gól |

## Základní skupiny

### Skupina A

#### Tabulka
| Poř. | Tým      | Z | V | R | P | VG | IG | +/- | B |
| ---- | -------- | - | - | - | - | -- | -- | --- | - |
| 1.   | Švédsko  | 3 | 3 | 0 | 0 | 29 | 7  | +22 | 6 |
| 2.   | Finsko   | 3 | 2 | 0 | 1 | 18 | 8  | +10 | 4 |
| 3.   | Lotyšsko | 3 | 1 | 0 | 2 | 8  | 21 | −13 | 2 |
| 4.   | Německo  | 3 | 0 | 0 | 3 | 8  | 27 | −19 | 0 |

#### Zápasy
| 6. prosince 2014 12:30 | Německo | 2 : 9 (1:3, 0:2, 1:4) | Finsko | Scandinavium, Göteborg Návštěvnost: 2 103 |  |

| Zpráva                                               |                                                      |                                             | |                                    |
| Janek Kohler                                         | Janek Kohler                                         | Brankáři                                    | Tomi Ikonen | Rozhodčí: Ola Hamberg Daniel Skoog |
| D. Mucha – 18:01 T. von Pritzbuer (B. Borth) – 48:34 | D. Mucha – 18:01 T. von Pritzbuer (B. Borth) – 48:34 | 0:1 0:2 0:3 1:3 1:4 1:5 1:6 1:7 2:7 2:8 2:9 | 01:45 – R. Hyvärinen (R. Töllikkö) 06:12 – J. Manninen (R. Töllikkö) 17:11 – R. Hyvärinen (R. Töllikkö) 25:28 – M. Lax (M. Kailiala) 29:15 – N. Salo (E. Salin) 40:42 – (PH1) T. Tiitu (M. Kailiala) 47:35 – E. Salin (R. Töllikkö) 52:24 – J. Manninen (T. Väänänen) 54:15 – T. Tiitu (M. Kailiala) | Rozhodčí: Ola Hamberg Daniel Skoog |
| 4 min                                                | 4 min                                                | Tresty                                      | 2 min | Rozhodčí: Ola Hamberg Daniel Skoog |
| 5                                                    | 5                                                    | Střely                                      | 37 | Rozhodčí: Ola Hamberg Daniel Skoog |

| 6. prosince 2014 17:15 | Švédsko | 11 : 2 (5:1, 6:1, 0:0) | Lotyšsko | Scandinavium, Göteborg Návštěvnost: 7 529 |  |

| Zpráva | |                                                       |                                                                  |                                           |
| Patrik Åman | Patrik Åman | Brankáři                                              | Andis Blinds Normunds Krūmiņš                                    | Rozhodčí: Thomas Baumgartner Thomas Kläsi |
| J. Samuelsson (K. Nilsson) – 00:23 J. Svahn (J. Adriansson) – 07:32 K. Nilsson (P. Malmström) – 09:00 A. Carlström (A. Rudd) – 10:39 M. Samuelsson (R. Enström) – 11:19 H. Stenberg (A. Carlström) – 25:23 K. Nilsson (R. Nilsberth) – 26:12 J. Adriansson (M. Samuelsson) – 29:06 K. Nilsson (J. Samuelsson) – 30:53 M. Östholm (J. Samuelsson) – 34:08 R. Enström (M. Samuelsson) – 35:12 | J. Samuelsson (K. Nilsson) – 00:23 J. Svahn (J. Adriansson) – 07:32 K. Nilsson (P. Malmström) – 09:00 A. Carlström (A. Rudd) – 10:39 M. Samuelsson (R. Enström) – 11:19 H. Stenberg (A. Carlström) – 25:23 K. Nilsson (R. Nilsberth) – 26:12 J. Adriansson (M. Samuelsson) – 29:06 K. Nilsson (J. Samuelsson) – 30:53 M. Östholm (J. Samuelsson) – 34:08 R. Enström (M. Samuelsson) – 35:12 | 1:0 1:1 2:1 3:1 4:1 5:1 6:1 7:1 7:2 8:2 9:2 10:2 11:2 | 02:17 – A. Stepāns (J. Gribusts) 27:21 – A. Stepāns (I. Laiviņš) | Rozhodčí: Thomas Baumgartner Thomas Kläsi |
| 2 min | 2 min | Tresty                                                | 4 min                                                            | Rozhodčí: Thomas Baumgartner Thomas Kläsi |
| 40 | 40 | Střely                                                | 14                                                               | Rozhodčí: Thomas Baumgartner Thomas Kläsi |

| 7. prosince 2014 11:30 | Finsko | 7 : 1 (3:0, 1:0, 3:1) | Lotyšsko | Scandinavium, Göteborg Návštěvnost: 2 479 |  |

| Zpráva | |                                 |                                        |                                    |
| Eero Kosonen | Eero Kosonen | Brankáři                        | Normunds Krūmiņš                       | Rozhodčí: Petr Černý Jiří Janoušek |
| M. Moilanen (J. Kukkola) – 03:00 L. Kapanen (J. Kivilehto) – 05:28 T. Väänänen (E. Salin) – 12:03 O. Hänninen (R. Hyvärinen) – 37:52 L. Kapanen (J. Kukkola) – 40:41 R. Hyvärinen (SV) – 41:14 E. Salin (R. Hyvärinen) – 55:45 | M. Moilanen (J. Kukkola) – 03:00 L. Kapanen (J. Kivilehto) – 05:28 T. Väänänen (E. Salin) – 12:03 O. Hänninen (R. Hyvärinen) – 37:52 L. Kapanen (J. Kukkola) – 40:41 R. Hyvärinen (SV) – 41:14 E. Salin (R. Hyvärinen) – 55:45 | 1:0 2:0 3:0 4:0 5:0 6:0 6:1 7:1 | 50:19 – (PH1) A. Savins (A. Juškēvičs) | Rozhodčí: Petr Černý Jiří Janoušek |
| 6 min | 6 min | Tresty                          | 2 min                                  | Rozhodčí: Petr Černý Jiří Janoušek |
| 24 | 24 | Střely                          | 10                                     | Rozhodčí: Petr Černý Jiří Janoušek |

| 7. prosince 2014 15:15 | Německo | 3 : 13 (1:3, 1:5, 1:5) | Švédsko | Scandinavium, Göteborg Návštěvnost: 7 097 |  |

| Zpráva                                                                                   |                                                                                          |                                                                      | |                                   |
| Mike Dietz                                                                               | Mike Dietz                                                                               | Brankáři                                                             | Johan Rehn | Rozhodčí: Šaril Ismail Dennis Lim |
| D. Mucha (T. Böttcher) – 12:35 T. von Pritzbuer (B. Borth) (SV) – 27:49 S. Herlt – 55:43 | D. Mucha (T. Böttcher) – 12:35 T. von Pritzbuer (B. Borth) (SV) – 27:49 S. Herlt – 55:43 | 0:1 0:2 0:3 1:3 1:4 1:5 1:6 2:6 2:7 2:8 2:9 2:10 2:11 2:12 2:13 3:13 | 00:21 – K-J. Iraues (R. Nilsberth) 01:31 – M. Östholm (P. Malmström) 09:39 – K. Nilsson (K-J. Iraues) 21:50 – A. Rudd (R. Enström) 25:32 – K. Nilsson (M. Östholm) 26:18 – A. Rudd (R. Enström) 34:41 – (PH1) R. Nilsberth (M. Östholm) 39:50 – R. Enström (J. Adriansson) 42:42 – R. Sundstedt (H. Stenberg) 43:08 – A. Carlström (R. Nilsberth) 43:38 – (PH1) K. Nilsson (R. Enström) 48:35 – A. Carlström (M. Östholm) 54:42 – M. Wallgren (R. Enström) | Rozhodčí: Šaril Ismail Dennis Lim |
| 4 min                                                                                    | 4 min                                                                                    | Tresty                                                               | 2 min | Rozhodčí: Šaril Ismail Dennis Lim |
| 18                                                                                       | 18                                                                                       | Střely                                                               | 45 | Rozhodčí: Šaril Ismail Dennis Lim |

| 8. prosince 2014 19:00 | Lotyšsko | 5 : 3 (0:1, 3:1, 2:1) | Německo | Scandinavium, Göteborg Návštěvnost: 768 |  |

| Zpráva | |                                 |                                                                                              |                                    |
| Normunds Krūmiņš | Normunds Krūmiņš | Brankáři                        | Janek Kohler                                                                                 | Rozhodčí: Tero Fordell Lasse Vuola |
| A. Juškēvičs (A. Blinds) – 21:29 A. Jurševskis (M. Rajeckis) – 23:32 A. Savins (A. Blinds) – 36:10 I. Laiviņš (A. Abramovs) – 49:49 A. Abramovs (A. Blinds) (PB) – 58:38 | A. Juškēvičs (A. Blinds) – 21:29 A. Jurševskis (M. Rajeckis) – 23:32 A. Savins (A. Blinds) – 36:10 I. Laiviņš (A. Abramovs) – 49:49 A. Abramovs (A. Blinds) (PB) – 58:38 | 0:1 1:1 2:1 2:2 3:2 4:2 4:3 5:3 | 05:17 – M. Mucha (P. Hühler) 32:26 – S. Herlt (R. Ibold) 50:22 – B. Borth (T. von Pritzbuer) | Rozhodčí: Tero Fordell Lasse Vuola |
| 2 min | 2 min | Tresty                          | 0 min                                                                                        | Rozhodčí: Tero Fordell Lasse Vuola |
| 24 | 24 | Střely                          | 22                                                                                           | Rozhodčí: Tero Fordell Lasse Vuola |

| 9. prosince 2014 19:15 | Finsko | 2 : 5 (1:0, 1:2, 0:3) | Švédsko | Scandinavium, Göteborg Návštěvnost: 10 414 |  |

| Zpráva                                              |                                                     |                             | |                                           |
| Eero Kosonen                                        | Eero Kosonen                                        | Brankáři                    | Patrik Åman | Rozhodčí: Thomas Baumgartner Thomas Kläsi |
| E. Salin (VO2) – 17:24 N. Salo (M. Kohonen) – 24:50 | E. Salin (VO2) – 17:24 N. Salo (M. Kohonen) – 24:50 | 1:0 2:0 2:1 2:2 2:3 2:4 2:5 | 25:12 – J. Samuelsson (H. Stenberg) 35:11 – (PH1) P. Malmström (K. Nilsson) 54:18 – (SV) R. Enström (K. Nilsson) 57:27 – A. Carlström (J. Svahn) 58:34 – (PB) K-J. Iraues (H. Stenberg) | Rozhodčí: Thomas Baumgartner Thomas Kläsi |
| 12 min                                              | 12 min                                              | Tresty                      | 6 min | Rozhodčí: Thomas Baumgartner Thomas Kläsi |
| 14                                                  | 14                                                  | Střely                      | 26 | Rozhodčí: Thomas Baumgartner Thomas Kläsi |

### Skupina B

#### Tabulka
| Poř. | Tým       | Z | V | R | P | VG | IG | +/- | B |
| ---- | --------- | - | - | - | - | -- | -- | --- | - |
| 1.   | Česko     | 3 | 2 | 1 | 0 | 21 | 10 | +11 | 5 |
| 2.   | Švýcarsko | 3 | 2 | 1 | 0 | 19 | 12 | +7  | 5 |
| 3.   | Norsko    | 3 | 1 | 0 | 2 | 17 | 19 | −2  | 2 |
| 4.   | Estonsko  | 3 | 0 | 0 | 3 | 7  | 23 | −16 | 0 |

#### Zápasy
| 6. prosince 2014 19:45 | Česko | 7 : 6 (4:3, 1:0, 2:3) | Norsko | Scandinavium, Göteborg Návštěvnost: 2 077 |  |

| Zpráva | |                                                     | |                                            |
| Tomáš Kafka | Tomáš Kafka | Brankáři                                            | Christer Rönnmark | Rozhodčí: Bartosz Burek Wojciech Czarnecki |
| M. Jendrišák (J. Natov) – 02:51 T. Ondrušek (O. Mikeš) – 03:49 P. Dóža – 12:11 P. Suchánek (M. Tokoš) – 19:07 P. Dóža (O. Mikeš) – 39:59 J. Curney (M. Podhráský) – 43:17 M. Tokoš (T. Sladký) – 55:41 | M. Jendrišák (J. Natov) – 02:51 T. Ondrušek (O. Mikeš) – 03:49 P. Dóža – 12:11 P. Suchánek (M. Tokoš) – 19:07 P. Dóža (O. Mikeš) – 39:59 J. Curney (M. Podhráský) – 43:17 M. Tokoš (T. Sladký) – 55:41 | 1:0 2:0 2:1 3:1 3:2 4:2 4:3 5:3 6:3 6:4 6:5 7:5 7:6 | 10:46 – O. Olesen (K. Kronberg) 18:44 – G. Evensen (T. Stræte) 19:22 – O. Jansson (T. Rognlien) 50:46 – (VO1) K. Kronberg (O. Olesen) 51:35 – O. Jansson 57:00 – K. Kronberg | Rozhodčí: Bartosz Burek Wojciech Czarnecki |
| 4 min | 4 min | Tresty                                              | 4 min | Rozhodčí: Bartosz Burek Wojciech Czarnecki |
| 22 | 22 | Střely                                              | 25 | Rozhodčí: Bartosz Burek Wojciech Czarnecki |

| 7. prosince 2014 18:30 | Švýcarsko | 7 : 3 (3:0, 3:1, 1:2) | Estonsko | Scandinavium, Göteborg Návštěvnost: 1 538 |  |

| Zpráva | |                                         |                                                                                                 |                                    |
| Martin Hitz | Martin Hitz | Brankáři                                | Jarkko Saastamoinen                                                                             | Rozhodčí: Tero Fordell Lasse Vuola |
| C. Hofbauer (E. Antener) – 01:07 M. Zürcher (P. Mendelin) – 01:30 S. Stucki (M. Engel) – 17:37 N. Scalvinoni (M. Hofbauer) – 32:00 M. Maurer (E. Antener) – 32:29 K. Schmocker (P. Mendelin) – 34:58 M. Tamme (vla.) – 53:27 | C. Hofbauer (E. Antener) – 01:07 M. Zürcher (P. Mendelin) – 01:30 S. Stucki (M. Engel) – 17:37 N. Scalvinoni (M. Hofbauer) – 32:00 M. Maurer (E. Antener) – 32:29 K. Schmocker (P. Mendelin) – 34:58 M. Tamme (vla.) – 53:27 | 1:0 2:0 3:0 4:0 5:0 6:0 6:1 6:2 7:2 7:3 | 37:47 – (PH1) M. Tamme (J. Thomsson) 52:20 – M. Tamme (K. Kallion) 59:35 – K. Kallion (R. Pass) | Rozhodčí: Tero Fordell Lasse Vuola |
| 6 min | 6 min | Tresty                                  | 2 min                                                                                           | Rozhodčí: Tero Fordell Lasse Vuola |
| 29 | 29 | Střely                                  | 10                                                                                              | Rozhodčí: Tero Fordell Lasse Vuola |

| 8. prosince 2014 12:00 | Norsko | 4 : 2 (3:0, 0:1, 1:1) | Estonsko | Scandinavium, Göteborg Návštěvnost: 1 567 |  |

| Zpráva | |                         |                                                |                                           |
| Christer Rönnmark | Christer Rönnmark | Brankáři                | Marek Õige                                     | Rozhodčí: Thomas Baumgartner Thomas Kläsi |
| O. Jansson (T. Stræte) – 03:27 G. Evensen (O. Jansson) – 05:21 C. Nilsson (S. Bjerknes) – 05:42 O. Jansson (O. Olesen) (PH1) – 41:07 | O. Jansson (T. Stræte) – 03:27 G. Evensen (O. Jansson) – 05:21 C. Nilsson (S. Bjerknes) – 05:42 O. Jansson (O. Olesen) (PH1) – 41:07 | 1:0 2:0 3:0 3:1 4:1 4:2 | 34:14 – A. Wöiduma (P. Markus) 45:41 – R. Pass | Rozhodčí: Thomas Baumgartner Thomas Kläsi |
| 2 min | 2 min | Tresty                  | 10 min                                         | Rozhodčí: Thomas Baumgartner Thomas Kläsi |
| 34 | 34 | Střely                  | 18                                             | Rozhodčí: Thomas Baumgartner Thomas Kläsi |

| 8. prosince 2014 16:00 | Česko | 2 : 2 (1:2, 0:0, 1:0) | Švýcarsko | Scandinavium, Göteborg Návštěvnost: 2 413 |  |

| Zpráva                                                   |                                                          |                 |                                                                               |                                    |
| Tomáš Kafka                                              | Tomáš Kafka                                              | Brankáři        | Pascal Meier                                                                  | Rozhodčí: Ola Hamberg Daniel Skoog |
| J. Curney (ts.) – 19:30 M. Jendrišák (J. Curney) – 56:29 | J. Curney (ts.) – 19:30 M. Jendrišák (J. Curney) – 56:29 | 0:1 0:2 1:2 2:2 | 16:53 – (PH1) C. Hofbauer (E. Antener) 19:04 – (PH1) N. Scalvinoni (C. Meier) | Rozhodčí: Ola Hamberg Daniel Skoog |
| 4 min                                                    | 4 min                                                    | Tresty          | 6 min                                                                         | Rozhodčí: Ola Hamberg Daniel Skoog |
| 22                                                       | 22                                                       | Střely          | 14                                                                            | Rozhodčí: Ola Hamberg Daniel Skoog |

| 9. prosince 2014 12:00 | Norsko | 7 : 10 (1:1, 4:5, 2:4) | Švýcarsko | Scandinavium, Göteborg Návštěvnost: 732 |  |

| Zpráva | |                                                                      | |                                    |
| Christer Rönnmark | Christer Rönnmark | Brankáři                                                             | Pascal Meier | Rozhodčí: Ola Hamberg Daniel Skoog |
| W. Fauskanger (D. Gidske) (PH1) – 11:40 F. Kuchen (vla.) – 26:23 W. Fauskanger (K. Kronberg) – 33:44 W. Fauskanger (K. Kronberg) (PH1) – 39:47 W. Fauskanger (G. Evensen) – 39:55 O. Jansson (O. Olesen) (PH1) – 49:14 D. Gidske – 56:28 | W. Fauskanger (D. Gidske) (PH1) – 11:40 F. Kuchen (vla.) – 26:23 W. Fauskanger (K. Kronberg) – 33:44 W. Fauskanger (K. Kronberg) (PH1) – 39:47 W. Fauskanger (G. Evensen) – 39:55 O. Jansson (O. Olesen) (PH1) – 49:14 D. Gidske – 56:28 | 1:0 1:1 1:2 1:3 1:4 2:4 2:5 3:5 3:6 4:6 5:6 5:7 6:7 6:8 7:8 7:9 7:10 | 15:54 – P. Fankhauser (N. Scalvinoni) 24:34 – (PH1) M. Gerber (E. Antener) 24:46 – C. Meier (M. Zürcher) 26:14 – F. Bolliger (M. Zürcher) 33:02 – E. Antener (M. Maurer) 37:15 – C. Hofbauer (M. Maurer) 48:24 – (VO1) M. Zürcher 56:20 – (PB) M. Maurer 59:17 – M. Maurer (F. Bolliger) 59:48 – (PB) N. Scalvinoni (M. Zürcher) | Rozhodčí: Ola Hamberg Daniel Skoog |
| 2 min | 2 min | Tresty                                                               | 6 min | Rozhodčí: Ola Hamberg Daniel Skoog |
| 21 | 21 | Střely                                                               | 30 | Rozhodčí: Ola Hamberg Daniel Skoog |

| 9. prosince 2014 16:00 | Estonsko | 2 : 12 (1:4, 1:3, 0:5) | Česko | Scandinavium, Göteborg Návštěvnost: 1 834 |  |

| Zpráva                                                |                                                       |                                                            | |                                                         |
| Jarkko Saastamoinen                                   | Jarkko Saastamoinen                                   | Brankáři                                                   | Jan Barák | Rozhodčí: Björn Aksel Henriksen Jan Magnar Ingebrigtsli |
| P. Markus (ts.) – 05:24 S. Kõiv (G. Kurmiste) – 37:32 | P. Markus (ts.) – 05:24 S. Kõiv (G. Kurmiste) – 37:32 | 0:1 1:1 1:2 1:3 1:4 1:5 1:6 1:7 2:7 2:8 2:9 2:10 2:11 2:12 | 02:40 – J. Curney (J. Natov) 08:02 – M. Jendrišák (J. Curney) 12:56 – M. Tokoš (T. Sladký) 19:13 – J. Natov (J. Curney) 23:30 – J. Natov (M. Podhráský) 26:25 – P. Dóža (M. Zozulák) 30:47 – M. Fridrich (J. Jelínek) 42:50 – T. Sladký (P. Suchánek) 43:23 – J. Natov (P. Heřmanský) 48:56 – M. Tomašík (P. Suchánek) 53:26 – M. Tokoš (M. Tomašík) 58:03 – J. Natov (J. Curney) | Rozhodčí: Björn Aksel Henriksen Jan Magnar Ingebrigtsli |
| 0 min                                                 | 0 min                                                 | Tresty                                                     | 0 min | Rozhodčí: Björn Aksel Henriksen Jan Magnar Ingebrigtsli |
| 10                                                    | 10                                                    | Střely                                                     | 46 | Rozhodčí: Björn Aksel Henriksen Jan Magnar Ingebrigtsli |

### Skupina C

#### Tabulka
| Poř. | Tým         | Z | V | R | P | VG | IG | +/- | B |
| ---- | ----------- | - | - | - | - | -- | -- | --- | - |
| 1.   | Slovensko   | 3 | 3 | 0 | 0 | 28 | 8  | +20 | 6 |
| 2.   | USA         | 3 | 2 | 0 | 1 | 23 | 7  | +16 | 4 |
| 3.   | Jižní Korea | 3 | 1 | 0 | 2 | 7  | 28 | −21 | 2 |
| 4.   | Japonsko    | 3 | 0 | 0 | 3 | 6  | 21 | −15 | 0 |

#### Zápasy
| 6. prosince 2014 18:00 | Slovensko | 9 : 4 (3:1, 2:2, 4:1) | Japonsko | Lisebergshallen, Göteborg Návštěvnost: 399 |  |

| Zpráva | |                                                     | |                                    |
| Adam Kalčok | Adam Kalčok | Brankáři                                            | Kenta Higuči                                                                                              | Rozhodčí: Tero Fordell Lasse Vuola |
| L. Řezanina (M. Novák) – 13:20 M. Koščo (M. Kubovič) – 15:24 L. Gál (L. Řezanina) – 15:45 L. Gál (L. Ujhelyi) – 24:09 M. Grlický (M. Kubovič) – 26:05 P. Pelegrín (J. Komínek) – 41:06 M. Kubovič (L. Gál) – 44:16 L. Řezanina (V. Komačka) – 45:24 J. Komínek (R. Zeliezka) – 57:56 | L. Řezanina (M. Novák) – 13:20 M. Koščo (M. Kubovič) – 15:24 L. Gál (L. Řezanina) – 15:45 L. Gál (L. Ujhelyi) – 24:09 M. Grlický (M. Kubovič) – 26:05 P. Pelegrín (J. Komínek) – 41:06 M. Kubovič (L. Gál) – 44:16 L. Řezanina (V. Komačka) – 45:24 J. Komínek (R. Zeliezka) – 57:56 | 0:1 1:1 2:1 3:1 4:1 5:1 5:2 5:3 6:3 7:3 8:3 9:3 9:4 | 09:03 – N. Macuba (K. Higuči) 27:09 – N. Macuba (I. Ueda) 37:22 – Š. Kuraba 59:37 – J. Hirokawa (I. Ueda) | Rozhodčí: Tero Fordell Lasse Vuola |
| 0 min | 0 min | Tresty                                              | 2 min | Rozhodčí: Tero Fordell Lasse Vuola |
| 37 | 37 | Střely                                              | 16 | Rozhodčí: Tero Fordell Lasse Vuola |

| 7. prosince 2014 10:00 | Jižní Korea | 2 : 12 (0:2, 0:8, 2:2) | USA | Lisebergshallen, Göteborg Návštěvnost: 364 |  |

| Zpráva                                                            |                                                                   |                                                              | |                                            |
| Lee YoungJune                                                     | Lee YoungJune                                                     | Brankáři                                                     | Terence Frank | Rozhodčí: Bartosz Burek Wojciech Czarnecki |
| K. SeungHo (S. KyoungHoon) – 40:34 L. BaekHee (L. KiWung) – 54:20 | K. SeungHo (S. KyoungHoon) – 40:34 L. BaekHee (L. KiWung) – 54:20 | 0:1 0:2 0:3 0:4 0:5 0:6 0:7 0:8 0:9 0:10 1:10 1:11 2:11 2:12 | 03:43 – (VO1) M. Binder 13:25 – R. Aa (M. Hansen) 21:00 – M. Rüegg (M. Hansen) 21:19 – R. Brown (M. Vähä-Vahe) 24:41 – (PH1) K. Förare (J. Andersson) 25:36 – (SV) M. Binder (M. Rüegg) 27:06 – K. Förare (J. Andersson) 27:26 – M. Rüegg (M. Hansen) 39:31 – R. Brown (R. Möri) 39:53 – (PH1) R. Winkler 49:01 – K. Förare (S. Zimmerman) 55:00 – S. Zimmerman (K. Förare) | Rozhodčí: Bartosz Burek Wojciech Czarnecki |
| 6 min                                                             | 6 min                                                             | Tresty                                                       | 4 min | Rozhodčí: Bartosz Burek Wojciech Czarnecki |
| 9                                                                 | 9                                                                 | Střely                                                       | 32 | Rozhodčí: Bartosz Burek Wojciech Czarnecki |

| 8. prosince 2014 10:00 | Slovensko | 15 : 2 (5:1, 4:1, 6:0) | Jižní Korea | Lisebergshallen, Göteborg Návštěvnost: 132 |  |

| Zpráva | |                                                                           |                                                                       |                                   |
| Dominik Turek | Dominik Turek | Brankáři                                                                  | Park DooSun Lee JaeMan                                                | Rozhodčí: Šaril Ismail Dennis Lim |
| J. Komínek (M. Bulko) (PH1) – 11:13 M. Kubovič (J. Halás) – 11:22 V. Komačka (L. Gál) – 11:35 J. Komínek (P. Pelegrín) – 17:47 L. Řezanina (M. Hrín) – 19:07 V. Komačka (L. Gál) (PH1) – 29:52 M. Joščák (R. Zeliezka) (PH1) – 30:47 M. Joščák (J. Komínek) (PH1) – 34:20 M. Kubovič (M. Grlický) (VO1) – 37:14 M. Joščák (L. Řezanina) – 40:58 L. Gál (L. Řezanina) – 43:30 M. Novák (J. Konečný) – 52:50 J. Konečný (M. Petróci) – 57:25 M. Koščo (M. Grlický) – 58:15 J. Komínek (P. Pelegrín) – 59:31 | J. Komínek (M. Bulko) (PH1) – 11:13 M. Kubovič (J. Halás) – 11:22 V. Komačka (L. Gál) – 11:35 J. Komínek (P. Pelegrín) – 17:47 L. Řezanina (M. Hrín) – 19:07 V. Komačka (L. Gál) (PH1) – 29:52 M. Joščák (R. Zeliezka) (PH1) – 30:47 M. Joščák (J. Komínek) (PH1) – 34:20 M. Kubovič (M. Grlický) (VO1) – 37:14 M. Joščák (L. Řezanina) – 40:58 L. Gál (L. Řezanina) – 43:30 M. Novák (J. Konečný) – 52:50 J. Konečný (M. Petróci) – 57:25 M. Koščo (M. Grlický) – 58:15 J. Komínek (P. Pelegrín) – 59:31 | 0:1 1:1 2:1 3:1 4:1 5:1 6:1 7:1 8:1 9:1 9:2 10:2 11:2 12:2 13:2 14:2 15:2 | 06:44 – (PH1) L. JunOh (J. KwangHwan) 38:57 – Š. JongSuk (L. BaekHee) | Rozhodčí: Šaril Ismail Dennis Lim |
| 6 min | 6 min | Tresty                                                                    | 10 min                                                                | Rozhodčí: Šaril Ismail Dennis Lim |
| 45 | 45 | Střely                                                                    | 9                                                                     | Rozhodčí: Šaril Ismail Dennis Lim |

| 8. prosince 2014 13:30 | Japonsko | 1 : 9 (0:5, 0:0, 1:4) | USA | Lisebergshallen, Göteborg Návštěvnost: 146 |  |

| Zpráva                     |                            |                                         | |                                                         |
| Kenta Higuči               | Kenta Higuči               | Brankáři                                | Keven Glanzmann | Rozhodčí: Björn Aksel Henriksen Jan Magnar Ingebrigtsli |
| I. Ueda (R. Nišii) – 49:46 | I. Ueda (R. Nišii) – 49:46 | 0:1 0:2 0:3 0:4 0:5 0:6 1:6 1:7 1:8 1:9 | 01:09 – M. Binder (R. Aa) 03:38 – S. Zimmerman (R. Winkler) 07:56 – M. Hansen (M. Rüegg) 19:29 – (PH1) R. Winkler (F. Länzlinger) 19:46 – M. Fischer (R. Brown) 49:03 – S. Zimmerman (J. Andersson) 53:18 – M. Binder (A. McVey) 54:36 – A. McVey (M. Hansen) 58:18 – R. Brown (M. Hansen) | Rozhodčí: Björn Aksel Henriksen Jan Magnar Ingebrigtsli |
| 6 min                      | 6 min                      | Tresty                                  | 0 min | Rozhodčí: Björn Aksel Henriksen Jan Magnar Ingebrigtsli |
| 6                          | 6                          | Střely                                  | 38 | Rozhodčí: Björn Aksel Henriksen Jan Magnar Ingebrigtsli |

| 9. prosince 2014 10:00 | USA | 2 : 4 (1:0, 0:4, 1:0) | Slovensko | Lisebergshallen, Göteborg Návštěvnost: 297 |  |

| Zpráva                                                     |                                                            |                         | |                                    |
| Terence Frank                                              | Terence Frank                                              | Brankáři                | Adam Kalčok | Rozhodčí: Petr Černý Jiří Janoušek |
| K. Förare – 18:52 R. Winkler (F. Länzlinger) (PH1) – 49:26 | K. Förare – 18:52 R. Winkler (F. Länzlinger) (PH1) – 49:26 | 1:0 1:1 1:2 1:3 1:4 2:4 | 22:17 – L. Řezanina (L. Gál) 26:32 – M. Kubovič (M. Grlický) 34:07 – P. Pelegrín (M. Bulko) 34:23 – R. Möri (vla.) | Rozhodčí: Petr Černý Jiří Janoušek |
| 0 min                                                      | 0 min                                                      | Tresty                  | 6 min | Rozhodčí: Petr Černý Jiří Janoušek |
| 24                                                         | 24                                                         | Střely                  | 16 | Rozhodčí: Petr Černý Jiří Janoušek |

| 9. prosince 2014 13:30 | Japonsko | 1 : 3 (0:0, 0:1, 1:2) | Jižní Korea | Lisebergshallen, Göteborg Návštěvnost: 176 |  |

| Zpráva                       |                              |                 |                                                                                             |                                            |
| Kenta Higuči                 | Kenta Higuči                 | Brankáři        | Lee YoungJune                                                                               | Rozhodčí: Bartosz Burek Wojciech Czarnecki |
| N. Macuba (R. Nišii) – 53:10 | N. Macuba (R. Nišii) – 53:10 | 0:1 0:2 0:3 1:3 | 34:35 – L. BaekHee (Š. JongSuk) 43:51 – S. KyoungHoon 50:11 – (PH1) L. BaekHee (Š. JongSuk) | Rozhodčí: Bartosz Burek Wojciech Czarnecki |
| 4 min                        | 4 min                        | Tresty          | 10 min                                                                                      | Rozhodčí: Bartosz Burek Wojciech Czarnecki |
| 27                           | 27                           | Střely          | 24                                                                                          | Rozhodčí: Bartosz Burek Wojciech Czarnecki |

### Skupina D

#### Tabulka
| Poř. | Tým       | Z | V | R | P | VG | IG | +/- | B |
| ---- | --------- | - | - | - | - | -- | -- | --- | - |
| 1.   | Dánsko    | 3 | 3 | 0 | 0 | 21 | 8  | +13 | 6 |
| 2.   | Kanada    | 3 | 2 | 0 | 1 | 18 | 16 | +2  | 4 |
| 3.   | Austrálie | 3 | 1 | 0 | 2 | 17 | 25 | −8  | 2 |
| 4.   | Rusko     | 3 | 0 | 0 | 3 | 18 | 25 | −7  | 0 |

#### Zápasy
| 6. prosince 2014 10:00 | Austrálie | 11 : 9 (5:4, 4:2, 2:3) | Rusko | Lisebergshallen, Göteborg Návštěvnost: 344 |  |

| Zpráva | |                                                                                     | |                                   |
| Vladimír Plocek | Vladimír Plocek | Brankáři                                                                            | Sergej Pronjakov Maxim Naubrejt | Rozhodčí: Šaril Ismail Dennis Lim |
| C. Hammarlund (J. Veron) – 12:43 T. Boteler (P. Pražan) – 13:27 T. Boteler (S. Frazer) – 16:45 J. Monckton (N. Moran) – 17:47 T. Boteler (S. Frazer) – 18:15 J. Veron (C. Hammarlund) (PH1) – 26:10 M. Woods (T. Hardy) – 29:25 N. Moran (J. Veron) – 32:12 D. Poljakov (vla.) – 37:50 N. Moran (J. Veron) – 42:39 N. Moran (J. Veron) (PH1) – 46:32 | C. Hammarlund (J. Veron) – 12:43 T. Boteler (P. Pražan) – 13:27 T. Boteler (S. Frazer) – 16:45 J. Monckton (N. Moran) – 17:47 T. Boteler (S. Frazer) – 18:15 J. Veron (C. Hammarlund) (PH1) – 26:10 M. Woods (T. Hardy) – 29:25 N. Moran (J. Veron) – 32:12 D. Poljakov (vla.) – 37:50 N. Moran (J. Veron) – 42:39 N. Moran (J. Veron) (PH1) – 46:32 | 0:1 1:1 1:2 2:2 2:3 3:3 4:3 5:3 5:4 6:4 6:5 7:5 8:5 9:5 9:6 9:7 10:7 11:7 11:8 11:9 | 02:14 – S. Jurjev (A. Šarapov) 13:16 – A. Šarapov (V. Garevskič) 16:00 – P. Semjonov (I. Vešnjakov) 19:21 – A. Taldonov (A. Šarapov) 26:24 – Nikita Bryn (D. Kurach) 38:53 – A. Šarapov (S. Azov) 41:26 – P. Semjonov (I. Vešnjakov) 56:12 – (PH1) S. Azov (A. Taldonov) 58:54 – (PH1) S. Azov (A. Šarapov) | Rozhodčí: Šaril Ismail Dennis Lim |
| 12 min | 12 min | Tresty                                                                              | 12 min | Rozhodčí: Šaril Ismail Dennis Lim |
| 24 | 24 | Střely                                                                              | 39 | Rozhodčí: Šaril Ismail Dennis Lim |

| 6. prosince 2014 13:30 | Kanada | 2 : 7 (1:2, 0:2, 1:3) | Dánsko | Lisebergshallen, Göteborg Návštěvnost: 486 |  |

| Zpráva                                                    |                                                           |                                     | |                                    |
| Taylor Retta-Shipp Jeremy Peters                          | Taylor Retta-Shipp Jeremy Peters                          | Brankáři                            | Mike Trolle | Rozhodčí: Petr Černý Jiří Janoušek |
| C. Haigh (J. Inouye) – 06:25 B. Petrie (F. Kanji) – 43:03 | C. Haigh (J. Inouye) – 06:25 B. Petrie (F. Kanji) – 43:03 | 1:0 1:1 1:2 1:3 1:4 2:4 2:5 2:6 2:7 | 15:25 – S. Hedorf (N. Jensen) 19:13 – M. Krogsgaard (S. Jensen) 24:07 – N. Jensen (S. Hedorf) 34:43 – (SV) S. Jensen (C. Nisbeth) 50:37 – B. Nielsen (J. Trolle) 55:59 – (PH1) S. Hedorf (M. Erichsen) 58:25 – S. Hedorf (C. Nisbeth) | Rozhodčí: Petr Černý Jiří Janoušek |
| 4 min                                                     | 4 min                                                     | Tresty                              | 2 min | Rozhodčí: Petr Černý Jiří Janoušek |
| 21                                                        | 21                                                        | Střely                              | 40 | Rozhodčí: Petr Černý Jiří Janoušek |

| 7. prosince 2014 13:30 | Dánsko | 5 : 1 (1:1, 1:0, 3:0) | Rusko | Lisebergshallen, Göteborg Návštěvnost: 458 |  |

| Zpráva | |                         |                             |                                                         |
| Mike Trolle | Mike Trolle | Brankáři                | Sergej Pronjakov            | Rozhodčí: Björn Aksel Henriksen Jan Magnar Ingebrigtsli |
| N. Jensen (S. Hedorf) – 02:35 N. Jensen (M. Erichsen) (PH1) – 35:00 S. Hedorf (N. Jensen) – 47:16 B. Nielsen (S. Hedorf) (PH1) – 54:07 S. Jensen (J. Andersen) – 56:52 | N. Jensen (S. Hedorf) – 02:35 N. Jensen (M. Erichsen) (PH1) – 35:00 S. Hedorf (N. Jensen) – 47:16 B. Nielsen (S. Hedorf) (PH1) – 54:07 S. Jensen (J. Andersen) – 56:52 | 1:0 1:1 2:1 3:1 4:1 5:1 | 09:40 – N. Bryn (D. Kurach) | Rozhodčí: Björn Aksel Henriksen Jan Magnar Ingebrigtsli |
| 0 min | 0 min | Tresty                  | 6 min                       | Rozhodčí: Björn Aksel Henriksen Jan Magnar Ingebrigtsli |
| 24 | 24 | Střely                  | 15                          | Rozhodčí: Björn Aksel Henriksen Jan Magnar Ingebrigtsli |

| 7. prosince 2014 18:00 | Kanada | 7 : 1 (2:1, 1:0, 4:0) | Austrálie | Lisebergshallen, Göteborg Návštěvnost: 421 |  |

| Zpráva | |                                 |                                   |                                           |
| Taylor Retta-Shipp | Taylor Retta-Shipp | Brankáři                        | Mitchell George                   | Rozhodčí: Thomas Baumgartner Thomas Kläsi |
| A. Radjenovic (J. Inouye) – 01:00 B. Petrie (J. Inouye) (PH1) – 19:52 J. Inouye (C. Smith) – 28:08 A. Radjenovic (S. Ridgewell) – 44:54 L. Hannelius (M. Smith) – 45:28 J. Inouye (S. Ridgewell) – 58:00 L. Hannelius (S. Ridgewell) (PH1) – 59:48 | A. Radjenovic (J. Inouye) – 01:00 B. Petrie (J. Inouye) (PH1) – 19:52 J. Inouye (C. Smith) – 28:08 A. Radjenovic (S. Ridgewell) – 44:54 L. Hannelius (M. Smith) – 45:28 J. Inouye (S. Ridgewell) – 58:00 L. Hannelius (S. Ridgewell) (PH1) – 59:48 | 1:0 1:1 2:1 3:1 4:1 5:1 6:1 7:1 | 03:51 – (PH1) M. Poon (O. Diffen) | Rozhodčí: Thomas Baumgartner Thomas Kläsi |
| 8 min | 8 min | Tresty                          | 10 min                            | Rozhodčí: Thomas Baumgartner Thomas Kläsi |
| 29 | 29 | Střely                          | 21                                | Rozhodčí: Thomas Baumgartner Thomas Kläsi |

| 8. prosince 2014 18:00 | Rusko | 8 : 9 (3:2, 3:4, 2:3) | Kanada | Lisebergshallen, Göteborg Návštěvnost: 154 |  |

| Zpráva | |                                                                     | |                                            |
| Sergej Pronjakov | Sergej Pronjakov | Brankáři                                                            | Taylor Retta-Shipp | Rozhodčí: Bartosz Burek Wojciech Czarnecki |
| P. Semjonov (A. Taldonov) (PH1) – 05:21 A. Taldonov (S. Azov) – 06:23 P. Semjonov (A. Karkumbajev) – 13:27 A. Šarapov (V. Garevskič) (PH1) – 26:11 I. Vešnjakov (A. Karkumbajev) – 30:59 P. Semjonov (A. Šutichin) – 33:41 A. Šarapov (S. Azov) (VO1) – 51:53 A. Taldonov (A. Šarapov) – 59:49 | P. Semjonov (A. Taldonov) (PH1) – 05:21 A. Taldonov (S. Azov) – 06:23 P. Semjonov (A. Karkumbajev) – 13:27 A. Šarapov (V. Garevskič) (PH1) – 26:11 I. Vešnjakov (A. Karkumbajev) – 30:59 P. Semjonov (A. Šutichin) – 33:41 A. Šarapov (S. Azov) (VO1) – 51:53 A. Taldonov (A. Šarapov) – 59:49 | 1:0 2:0 2:1 3:1 3:2 3:3 4:3 4:4 4:5 5:5 6:5 6:6 6:7 6:8 6:9 7:9 8:9 | 08:54 – (SV) L. Hannelius (M. Smith) 15:07 – S. Ridgewell (J. Inouye) 23:34 – L. Hannelius (B. Petrie) 26:33 – J. Inouye (A. Radjenovic) 29:56 – C. Haigh (M. Smith) 38:40 – (PH1) L. Hannelius (J. Inouye) 41:25 – S. Ridgewell 47:31 – E. Ulli-Vanasse (B. Petrie) 51:25 – J. Inouye (ts.) | Rozhodčí: Bartosz Burek Wojciech Czarnecki |
| 10 min | 10 min | Tresty                                                              | 6 min | Rozhodčí: Bartosz Burek Wojciech Czarnecki |
| 27 | 27 | Střely                                                              | 37 | Rozhodčí: Bartosz Burek Wojciech Czarnecki |

| 9. prosince 2014 18:00 | Dánsko | 9 : 5 (2:0, 2:3, 5:2) | Austrálie | Lisebergshallen, Göteborg Návštěvnost: 216 |  |

| Zpráva | |                                                         | |                                   |
| Anders Kjær | Anders Kjær | Brankáři                                                | Vladimír Plocek | Rozhodčí: Šaril Ismail Dennis Lim |
| A. Glad (B. Jensen) – 06:43 B. Nielsen (S. Hedorf) (PH1) – 13:12 K. Danielsen (E. Kristensen) – 30:33 J. Andersen (E. Kristensen) – 36:10 B. Nielsen (S. Hedorf) (PH1) – 45:33 S. Hedorf (M. Erichsen) – 46:29 C. Nisbeth (S. Hedorf) – 51:02 N. Jensen (S. Hedorf) – 56:23 A. Glad (B. Jensen) – 57:49 | A. Glad (B. Jensen) – 06:43 B. Nielsen (S. Hedorf) (PH1) – 13:12 K. Danielsen (E. Kristensen) – 30:33 J. Andersen (E. Kristensen) – 36:10 B. Nielsen (S. Hedorf) (PH1) – 45:33 S. Hedorf (M. Erichsen) – 46:29 C. Nisbeth (S. Hedorf) – 51:02 N. Jensen (S. Hedorf) – 56:23 A. Glad (B. Jensen) – 57:49 | 1:0 2:0 2:1 3:1 3:2 4:2 4:3 5:3 6:3 6:4 7:4 7:5 8:5 9:5 | 22:17 – J. Monckton (B. King) 35:41 – O. Diffen (C. Hammarlund) 39:38 – T. Boteler 49:14 – S. Frazer (M. Woods) 52:13 – J. Monckton (B. King) | Rozhodčí: Šaril Ismail Dennis Lim |
| 2 min | 2 min | Tresty                                                  | 4 min | Rozhodčí: Šaril Ismail Dennis Lim |
| 20 | 20 | Střely                                                  | 13 | Rozhodčí: Šaril Ismail Dennis Lim |

## Play off

### Pavouk
|  | Předkolo | Předkolo  | Předkolo  |          |   | Čtvrtfinále | Čtvrtfinále | Čtvrtfinále |  |  | Semifinále        | Semifinále        | Semifinále        |                   |  | Finále  | Finále    | Finále |
|  |          |           |           |          |   |             |             |             |  |  |                   |                   |                   |                   |  |         |           |        |
|  |          |           |           |          |   |             |             |             |  |  |                   |                   |                   |                   |  |         |           |        |
|  |          | 1A        | Švédsko   | 17       |   |             |             |             |  |  |                   |                   |                   |                   |  |         |           |        |
|  |          |           |           | 17       |   |             |             |             |  |  |                   |                   |                   |                   |  |         |           |        |
|  |          |           |           | Estonsko | 0 |             |             |             |  |  |                   |                   |                   |                   |  |         |           |        |
|  | 4B       | Estonsko  | 7         | Estonsko | 0 |             |             |             |  |  |                   |                   |                   |                   |  |         |           |        |
|  | 4B       | Estonsko  | 7         |          |   |             |             |             |  |  |                   |                   |                   |                   |  |         |           |        |
|  | 1C       | Slovensko | 2         |          |   |             |             |             |  |  |                   |                   |                   |                   |  |         |           |        |
|  | 1C       | Slovensko | 2         |          |   |             |             |             |  |  | Švédsko           | 10                |                   |                   |  |         |           |        |
|  |          |           |           |          |   |             |             |             |  |  | Švédsko           | 10                |                   |                   |  |         |           |        |
|  |          |           | Švýcarsko | 1        |   |             |             |             |  |  |                   |                   |                   |                   |  |         |           |        |
|  |          |           | Švýcarsko | 1        |   |             |             |             |  |  |                   |                   |                   |                   |  |         |           |        |
|  |          |           |           |          |   |             |             |             |  |  |                   |                   |                   |                   |  |         |           |        |
|  |          |           |           |          |   |             |             |             |  |  |                   |                   |                   |                   |  |         |           |        |
|  |          | 2B        | Švýcarsko | 6        |   |             |             |             |  |  |                   |                   |                   |                   |  |         |           |        |
|  |          |           |           | 6        |   |             |             |             |  |  |                   |                   |                   |                   |  |         |           |        |
|  |          |           |           | Lotyšsko | 1 |             |             |             |  |  |                   |                   |                   |                   |  |         |           |        |
|  | 3A       | Lotyšsko  | 10        | Lotyšsko | 1 |             |             |             |  |  |                   |                   |                   |                   |  |         |           |        |
|  | 3A       | Lotyšsko  | 10        |          |   |             |             |             |  |  |                   |                   |                   |                   |  |         |           |        |
|  | 2D       | Kanada    | 2         |          |   |             |             |             |  |  |                   |                   |                   |                   |  |         |           |        |
|  | 2D       | Kanada    | 2         |          |   |             |             |             |  |  |                   |                   |                   |                   |  | Švédsko | 3         |        |
|  |          |           |           |          |   |             |             |             |  |  |                   |                   |                   |                   |  | Švédsko | 3         |        |
|  |          |           | Finsko    | 2        |   |             |             |             |  |  |                   |                   |                   |                   |  |         |           |        |
|  |          |           | Finsko    | 2        |   |             |             |             |  |  |                   |                   |                   |                   |  |         |           |        |
|  |          |           |           |          |   |             |             |             |  |  |                   |                   |                   |                   |  |         |           |        |
|  |          |           |           |          |   |             |             |             |  |  |                   |                   |                   |                   |  |         |           |        |
|  |          | 1B        | Česko     | 5        |   |             |             |             |  |  | Souboj o 3. místo | Souboj o 3. místo | Souboj o 3. místo | Souboj o 3. místo |  |         |           |        |
|  |          |           |           | 5        |   |             |             |             |  |  | Souboj o 3. místo | Souboj o 3. místo | Souboj o 3. místo | Souboj o 3. místo |  |         |           |        |
|  |          |           |           | Dánsko   | 1 |             |             |             |  |  |                   |                   |                   |                   |  |         |           |        |
|  | 4A       | Německo   | 3         | Dánsko   | 1 |             |             |             |  |  |                   |                   | Česko             | 4                 |  |         |           |        |
|  | 4A       | Německo   | 3         |          |   |             |             |             |  |  |                   |                   | Česko             | 4                 |  |         |           |        |
|  | 1D       | Dánsko    | 4         |          |   |             |             |             |  |  |                   |                   |                   |                   |  |         | Švýcarsko | 3      |
|  | 1D       | Dánsko    | 4         |          |   |             |             |             |  |  | Česko             | 3                 |                   |                   |  |         | Švýcarsko | 3      |
|  |          |           |           |          |   |             |             |             |  |  | Česko             | 3                 |                   |                   |  |         |           |        |
|  |          |           | Finsko    | 6        |   |             |             |             |  |  |                   |                   |                   |                   |  |         |           |        |
|  |          |           | Finsko    | 6        |   |             |             |             |  |  |                   |                   |                   |                   |  |         |           |        |
|  |          |           |           |          |   |             |             |             |  |  |                   |                   |                   |                   |  |         |           |        |
|  |          |           |           |          |   |             |             |             |  |  |                   |                   |                   |                   |  |         |           |        |
|  |          | 2A        | Finsko    | 6        |   |             |             |             |  |  |                   |                   |                   |                   |  |         |           |        |
|  |          |           |           | 6        |   |             |             |             |  |  |                   |                   |                   |                   |  |         |           |        |
|  |          |           |           | Norsko   | 1 |             |             |             |  |  |                   |                   |                   |                   |  |         |           |        |
|  | 3B       | Norsko    | 6         | Norsko   | 1 |             |             |             |  |  |                   |                   |                   |                   |  |         |           |        |
|  | 3B       | Norsko    | 6         |          |   |             |             |             |  |  |                   |                   |                   |                   |  |         |           |        |
|  | 2C       | USA       | 2         |          |   |             |             |             |  |  |                   |                   |                   |                   |  |         |           |        |

### Předkolo
| 10. prosince 2014 10:00 | Norsko | 6 : 2 (2:0, 1:0, 3:2) | USA | Scandinavium, Göteborg Návštěvnost: 621 |  |

| Zpráva | |                                 |                                                                           |                                   |
| Markus Jelsnes | Markus Jelsnes | Brankáři                        | Keven Glanzmann                                                           | Rozhodčí: Šaril Ismail Dennis Lim |
| W. Fauskanger (E. Evensen) – 17:47 O. Jansson (O. Olesen) – 18:37 S. Bjerknes (O. Jansson) – 26:57 O. Jansson (O. Olesen) (PH1) – 41:00 O. Olesen (F. Eriksen) (VO1) – 53:03 W. Fauskanger (O. Olesen) (PH1) – 54:28 | W. Fauskanger (E. Evensen) – 17:47 O. Jansson (O. Olesen) – 18:37 S. Bjerknes (O. Jansson) – 26:57 O. Jansson (O. Olesen) (PH1) – 41:00 O. Olesen (F. Eriksen) (VO1) – 53:03 W. Fauskanger (O. Olesen) (PH1) – 54:28 | 1:0 2:0 3:0 4:0 4:1 4:2 5:2 6:2 | 46:27 – R. Winkler (S. Zimmerman) 50:38 – (PH1) J. Andersson (R. Winkler) | Rozhodčí: Šaril Ismail Dennis Lim |
| 6 min | 6 min | Tresty                          | 4 min                                                                     | Rozhodčí: Šaril Ismail Dennis Lim |
| 23 | 23 | Střely                          | 16                                                                        | Rozhodčí: Šaril Ismail Dennis Lim |

| 10. prosince 2014 13:00 | Estonsko | 7 : 2 (2:1, 2:1, 3:0) | Slovensko | Scandinavium, Göteborg Návštěvnost: 673 |  |

| Zpráva | |                                     |                                        |                                                         |
| Marek Õige | Marek Õige | Brankáři                            | Adam Kalčok                            | Rozhodčí: Björn Aksel Henriksen Jan Magnar Ingebrigtsli |
| V. Komačka (vla.) – 08:09 P. Markus (F. Maalt) – 16:31 R. Pass (V. Nurmi) – 22:11 J. Thomsson (A. Wöiduma) – 26:27 A. Wöiduma (P. Markus) (4 na 4) – 49:37 V. Nurmi (P. Markus) (PB) – 58:57 M. Tamme (J. Kase) – 59:13 | V. Komačka (vla.) – 08:09 P. Markus (F. Maalt) – 16:31 R. Pass (V. Nurmi) – 22:11 J. Thomsson (A. Wöiduma) – 26:27 A. Wöiduma (P. Markus) (4 na 4) – 49:37 V. Nurmi (P. Markus) (PB) – 58:57 M. Tamme (J. Kase) – 59:13 | 1:0 2:0 2:1 3:1 4:1 4:2 5:2 6:2 7:2 | 18:46 – R. Zeliezka 33:45 – M. Kubovič | Rozhodčí: Björn Aksel Henriksen Jan Magnar Ingebrigtsli |
| 4 min | 4 min | Tresty                              | 4 min                                  | Rozhodčí: Björn Aksel Henriksen Jan Magnar Ingebrigtsli |
| 29 | 29 | Střely                              | 27                                     | Rozhodčí: Björn Aksel Henriksen Jan Magnar Ingebrigtsli |

| 10. prosince 2014 17:00 | Lotyšsko | 10 : 2 (0:0, 4:1, 6:1) | Kanada | Scandinavium, Göteborg Návštěvnost: 1 327 |  |

| Zpráva | |                                                  |                                                              |                                    |
| Andis Blinds | Andis Blinds | Brankáři                                         | Taylor Retta-Shipp                                           | Rozhodčí: Petr Černý Jiří Janoušek |
| A. Savins (A. Blinds) (PH1) – 29:07 A. Belasovs (A. Blinds) – 30:21 A. Blinds (A. Abramovs) – 32:56 J. Gribusts (A. Raitums) (VO1) – 37:13 M. Krūmiņš (A. Stepāns) – 41:40 A. Stepāns (M. Krūmiņš) – 46:25 O. Fīrmanis (A. Rajeckis) – 49:21 A. Jurševskis (A. Blinds) (PH1) – 51:49 A. Raitums (A. Savins) – 59:01 A. Jurševskis (A. Rajeckis) – 59:54 | A. Savins (A. Blinds) (PH1) – 29:07 A. Belasovs (A. Blinds) – 30:21 A. Blinds (A. Abramovs) – 32:56 J. Gribusts (A. Raitums) (VO1) – 37:13 M. Krūmiņš (A. Stepāns) – 41:40 A. Stepāns (M. Krūmiņš) – 46:25 O. Fīrmanis (A. Rajeckis) – 49:21 A. Jurševskis (A. Blinds) (PH1) – 51:49 A. Raitums (A. Savins) – 59:01 A. Jurševskis (A. Rajeckis) – 59:54 | 1:0 1:1 2:1 3:1 4:1 5:1 6:1 7:1 8:1 8:2 9:2 10:2 | 24:31 – C. Haigh (B. Petrie) 53:27 – L. Hannelius (M. Smith) | Rozhodčí: Petr Černý Jiří Janoušek |
| 6 min | 6 min | Tresty                                           | 6 min                                                        | Rozhodčí: Petr Černý Jiří Janoušek |
| 35 | 35 | Střely                                           | 17                                                           | Rozhodčí: Petr Černý Jiří Janoušek |

| 10. prosince 2014 20:00 | Německo | 3 : 4 SN (1:1, 1:0, 1:2 ; 0:0 ; 0:1) | Dánsko | Scandinavium, Göteborg Návštěvnost: 493 |  |

| Zpráva | |                                                            | |                                    |
| Mike Dietz | Mike Dietz | Brankáři                                                   | Mike Trolle | Rozhodčí: Tero Fordell Lasse Vuola |
| T. von Pritzbuer (T. Böttcher) – 14:59 M. Siede (D. Mucha) – 35:14 D. Mucha (M. Mucha) – 41:39 Benjamin Borth – Neproměněný nájezd Dominic Mucha Manuel Mucha – Neproměněný nájezd Joel Wenning – Neproměněný nájezd Philipp Hühler – Neproměněný nájezd Dominic Mucha – Neproměněný nájezd | T. von Pritzbuer (T. Böttcher) – 14:59 M. Siede (D. Mucha) – 35:14 D. Mucha (M. Mucha) – 41:39 Benjamin Borth – Neproměněný nájezd Dominic Mucha Manuel Mucha – Neproměněný nájezd Joel Wenning – Neproměněný nájezd Philipp Hühler – Neproměněný nájezd Dominic Mucha – Neproměněný nájezd | 0:1 1:1 2:1 3:1 3:2 3:3 Samostatné nájezdy 3:3 4:3 4:4 4:5 | 07:24 – S. Jensen 57:21 – (PH1) B. Nielsen (N. Jensen) 57:45 – S. Hedorf (N. Jensen) Neproměněný nájezd – Stefan Hedorf Neproměněný nájezd – Niklas Juul Jensen Neproměněný nájezd – Andreas Glad Brian Nielsen Neproměněný nájezd – Jacob Maniche Andersen Brian Nielsen | Rozhodčí: Tero Fordell Lasse Vuola |
| 6 min | 6 min | Tresty                                                     | 2 min | Rozhodčí: Tero Fordell Lasse Vuola |
| 22 | 22 | Střely                                                     | 25 | Rozhodčí: Tero Fordell Lasse Vuola |

### Čtvrtfinále
| 11. prosince 2014 15:30 | Finsko | 6 : 1 (3:0, 0:0, 3:1) | Norsko | Scandinavium, Göteborg Návštěvnost: 2 112 |  |

| Zpráva | |                             |                     |                                    |
| Eero Kosonen | Eero Kosonen | Brankáři                    | Christer Rönnmark   | Rozhodčí: Petr Černý Jiří Janoušek |
| J. Kukkola (J. Kivilehto) – 08:30 L. Kapanen (J. Kukkola) – 12:07 L. Kapanen (M. Moilanen) – 19:03 R. Hyvärinen (E. Salin) – 49:05 O. Hänninen (E. Salin) – 56:51 M. Kohonen (K. Koskelainen) – 59:55 | J. Kukkola (J. Kivilehto) – 08:30 L. Kapanen (J. Kukkola) – 12:07 L. Kapanen (M. Moilanen) – 19:03 R. Hyvärinen (E. Salin) – 49:05 O. Hänninen (E. Salin) – 56:51 M. Kohonen (K. Koskelainen) – 59:55 | 1:0 2:0 3:0 3:1 4:1 5:1 6:1 | 44:20 – K. Kronberg | Rozhodčí: Petr Černý Jiří Janoušek |
| 2 min | 2 min | Tresty                      | 0 min               | Rozhodčí: Petr Černý Jiří Janoušek |
| 19 | 19 | Střely                      | 11                  | Rozhodčí: Petr Černý Jiří Janoušek |

| 11. prosince 2014 19:00 | Švédsko | 17 : 0 (3:0, 6:0, 8:0) | Estonsko | Scandinavium, Göteborg Návštěvnost: 2 968 |  |

| Zpráva | |                                                                             |                     |                                            |
| Johan Rehn | Johan Rehn | Brankáři                                                                    | Jarkko Saastamoinen | Rozhodčí: Bartosz Burek Wojciech Czarnecki |
| M. Wallgren – 08:16 J. Kanebjörk (A. Rudd) – 10:08 M. Östholm (K-J. Iraues) – 19:12 R. Enström (J. Samuelsson) – 21:10 K. Nilsson (M. Östholm) – 28:46 J. Svahn (H. Stenberg) – 30:36 R. Enström (A. Carlström) – 32:09 A. Karlsson (H. Stenberg) – 32:39 M. Wallgren (K-J. Iraues) – 33:49 P. Malmström (J. Samuelsson) – 40:52 R. Nilsberth (A. Carlström) – 42:02 R. Sundstedt – 42:27 J. Kanebjörk (H. Stenberg) – 47:35 J. Kanebjörk (J. Svahn) – 49:09 J. Adriansson (R. Sundstedt) – 50:48 M. Östholm (A. Carlström) (PH1) – 53:56 M. Samuelsson (J. Adriansson) – 55:21 | M. Wallgren – 08:16 J. Kanebjörk (A. Rudd) – 10:08 M. Östholm (K-J. Iraues) – 19:12 R. Enström (J. Samuelsson) – 21:10 K. Nilsson (M. Östholm) – 28:46 J. Svahn (H. Stenberg) – 30:36 R. Enström (A. Carlström) – 32:09 A. Karlsson (H. Stenberg) – 32:39 M. Wallgren (K-J. Iraues) – 33:49 P. Malmström (J. Samuelsson) – 40:52 R. Nilsberth (A. Carlström) – 42:02 R. Sundstedt – 42:27 J. Kanebjörk (H. Stenberg) – 47:35 J. Kanebjörk (J. Svahn) – 49:09 J. Adriansson (R. Sundstedt) – 50:48 M. Östholm (A. Carlström) (PH1) – 53:56 M. Samuelsson (J. Adriansson) – 55:21 | 1:0 2:0 3:0 4:0 5:0 6:0 7:0 8:0 9:0 10:0 11:0 12:0 13:0 14:0 15:0 16:0 17:0 |                     | Rozhodčí: Bartosz Burek Wojciech Czarnecki |
| 2 min | 2 min | Tresty                                                                      | 2 min               | Rozhodčí: Bartosz Burek Wojciech Czarnecki |
| 53 | 53 | Střely                                                                      | 7                   | Rozhodčí: Bartosz Burek Wojciech Czarnecki |

| 12. prosince 2014 16:00 | Česko | 5 : 1 (1:0, 4:1, 0:0) | Dánsko | Scandinavium, Göteborg Návštěvnost: 2 098 |  |

| Zpráva | |                         |                                   |                                    |
| Jan Barák | Jan Barák | Brankáři                | Mike Trolle                       | Rozhodčí: Tero Fordell Lasse Vuola |
| P. Suchánek (L. Veltšmíd) – 11:52 M. Podhráský (M. Jendrišák) – 20:31 M. Tokoš (T. Sladký) – 25:41 M. Jendrišák (M. Deutsch) – 27:22 J. Jelínek (T. Ondrušek) – 31:57 | P. Suchánek (L. Veltšmíd) – 11:52 M. Podhráský (M. Jendrišák) – 20:31 M. Tokoš (T. Sladký) – 25:41 M. Jendrišák (M. Deutsch) – 27:22 J. Jelínek (T. Ondrušek) – 31:57 | 1:0 2:0 3:0 4:0 5:0 5:1 | 38:06 – B. Jensen (M. Krogsgaard) | Rozhodčí: Tero Fordell Lasse Vuola |
| 4 min | 4 min | Tresty                  | 0 min                             | Rozhodčí: Tero Fordell Lasse Vuola |
| 35 | 35 | Střely                  | 8                                 | Rozhodčí: Tero Fordell Lasse Vuola |

| 12. prosince 2014 19:00 | Švýcarsko | 6 : 1 (1:0, 2:0, 3:1) | Lotyšsko | Scandinavium, Göteborg Návštěvnost: 2 994 |  |

| Zpráva | |                             |                                        |                                    |
| Pascal Meier | Pascal Meier | Brankáři                    | Andis Blinds                           | Rozhodčí: Petr Černý Jiří Janoušek |
| M. Maurer (K. Schmocker) – 09:39 N. Scalvinoni (M. Engel) – 20:43 P. Fankhauser (K. Schmocker) – 26:06 P. Mendelin (F. Bolliger) – 53:21 A. Zimmermann (N. Scalvinoni) – 58:05 A. Zimmermann (PB) – 59:03 | M. Maurer (K. Schmocker) – 09:39 N. Scalvinoni (M. Engel) – 20:43 P. Fankhauser (K. Schmocker) – 26:06 P. Mendelin (F. Bolliger) – 53:21 A. Zimmermann (N. Scalvinoni) – 58:05 A. Zimmermann (PB) – 59:03 | 1:0 2:0 3:0 4:0 5:0 5:1 6:1 | 58:37 – (PP) A. Jurševskis (A. Blinds) | Rozhodčí: Petr Černý Jiří Janoušek |
| 2 min | 2 min | Tresty                      | 6 min                                  | Rozhodčí: Petr Černý Jiří Janoušek |
| 18 | 18 | Střely                      | 11                                     | Rozhodčí: Petr Černý Jiří Janoušek |

### Semifinále
| 13. prosince 2014 13:00 | Česko | 3 : 6 (2:3, 1:1, 0:2) | Finsko | Scandinavium, Göteborg Návštěvnost: 8 878 |  |

| Zpráva                                                                                      |                                                                                             |                                     | |                                    |
| Tomáš Kafka                                                                                 | Tomáš Kafka                                                                                 | Brankáři                            | Eero Kosonen | Rozhodčí: Ola Hamberg Daniel Skoog |
| T. Sladký (M. Tomašík) – 09:55 J. Natov (M. Jendrišák) – 12:45 T. Sladký (M. Tokoš) – 31:20 | T. Sladký (M. Tomašík) – 09:55 J. Natov (M. Jendrišák) – 12:45 T. Sladký (M. Tokoš) – 31:20 | 1:0 1:1 2:1 2:2 2:3 3:3 3:4 3:5 3:6 | 10:51 – M. Moilanen (L. Kapanen) 15:27 – (PH1) J. Kukkola (M. Kohonen) 17:55 – M. Kailiala (T. Tiitu) 37:31 – M. Kailiala (N. Salo) 47:43 – (PH1) M. Kohonen (L. Kapanen) 58:41 – (PB) J. Kukkola | Rozhodčí: Ola Hamberg Daniel Skoog |
| 6 min                                                                                       | 6 min                                                                                       | Tresty                              | 4 min | Rozhodčí: Ola Hamberg Daniel Skoog |
| 16                                                                                          | 16                                                                                          | Střely                              | 25 | Rozhodčí: Ola Hamberg Daniel Skoog |

| 13. prosince 2014 17:15 | Švédsko | 10 : 1 (6:0, 3:1, 1:0) | Švýcarsko | Scandinavium, Göteborg Návštěvnost: 10 779 |  |

| Zpráva | |                                              |                                       |                                    |
| Patrik Åman | Patrik Åman | Brankáři                                     | Pascal Meier Martin Hitz              | Rozhodčí: Tero Fordell Lasse Vuola |
| P. Malmström (K. Nilsson) – 01:55 R. Enström (J. Samuelsson) – 02:32 M. Östholm (R. Enström) (PH1) – 06:04 K. Nilsson (R. Enström) (PH1) – 11:23 A. Carlström (A. Rudd) – 15:33 K. Nilsson (M. Östholm) – 19:49 J. Adriansson (K-J. Iraues) – 22:45 R. Nilsberth (H. Stenberg) – 35:37 M. Östholm (P. Malmström) – 37:10 R. Enström (H. Stenberg) – 47:00 | P. Malmström (K. Nilsson) – 01:55 R. Enström (J. Samuelsson) – 02:32 M. Östholm (R. Enström) (PH1) – 06:04 K. Nilsson (R. Enström) (PH1) – 11:23 A. Carlström (A. Rudd) – 15:33 K. Nilsson (M. Östholm) – 19:49 J. Adriansson (K-J. Iraues) – 22:45 R. Nilsberth (H. Stenberg) – 35:37 M. Östholm (P. Malmström) – 37:10 R. Enström (H. Stenberg) – 47:00 | 1:0 2:0 3:0 4:0 5:0 6:0 7:0 7:1 8:1 9:1 10:1 | 30:36 – (PH2) M. Hofbauer (M. Gerber) | Rozhodčí: Tero Fordell Lasse Vuola |
| 13 min | 13 min | Tresty                                       | 8 min                                 | Rozhodčí: Tero Fordell Lasse Vuola |
| 22 | 22 | Střely                                       | 13                                    | Rozhodčí: Tero Fordell Lasse Vuola |

### Zápas o 3. místo
| 14. prosince 2014 12:00 | Švýcarsko | 3 : 4 (2:0, 1:4, 0:0) | Česko | Scandinavium, Göteborg Návštěvnost: 9 148 |  |

| Zpráva                                                                                |                                                                                       |                             | |                                    |
| Pascal Meier                                                                          | Pascal Meier                                                                          | Brankáři                    | Tomáš Kafka | Rozhodčí: Ola Hamberg Daniel Skoog |
| E. Antener – 1:13 P. Mendelin (M. Zürcher) – 4:10 M. Hofbauer (N. Scalvinoni) – 30:42 | E. Antener – 1:13 P. Mendelin (M. Zürcher) – 4:10 M. Hofbauer (N. Scalvinoni) – 30:42 | 1:0 2:0 2:1 2:2 3:2 3:3 3:4 | 23:05 – J. Curney (M. Jendrišák) 29:10 – M. Tokoš (P. Suchánek) 36:29 – P. Dóža (T. Sýkora) 39:53 – (PH1) M. Jendrišák (M. Tomašík) | Rozhodčí: Ola Hamberg Daniel Skoog |
| 4 min                                                                                 | 4 min                                                                                 | Tresty                      | 2 min | Rozhodčí: Ola Hamberg Daniel Skoog |
| 13                                                                                    | 13                                                                                    | Střely                      | 15 | Rozhodčí: Ola Hamberg Daniel Skoog |

### Finále
| 14. prosince 2014 15:30 | Švédsko | 3 : 2 (0:2, 2:0, 1:0) | Finsko | Scandinavium, Göteborg Návštěvnost: 12 044 |  |

| Zpráva | |                     |                                                                  |                                    |
| Patrik Åman | Patrik Åman | Brankáři            | Eero Kosonen                                                     | Rozhodčí: Petr Černý Jiří Janoušek |
| M. Samuelsson (J. Samuelsson) – 21:02 R. Nilsberth (K. Nilsson) (PH1) – 37:22 H. Stenberg (J. Samuelsson) – 47:00 | M. Samuelsson (J. Samuelsson) – 21:02 R. Nilsberth (K. Nilsson) (PH1) – 37:22 H. Stenberg (J. Samuelsson) – 47:00 | 0:1 0:2 1:2 2:2 3:2 | 00:26 – J. Kukkola (J. Kivilehto) 19:02 – R. Töllikkö (E. Salin) | Rozhodčí: Petr Černý Jiří Janoušek |
| 2 min | 2 min | Tresty              | 2 min                                                            | Rozhodčí: Petr Černý Jiří Janoušek |
| 20 | 20 | Střely              | 13                                                               | Rozhodčí: Petr Černý Jiří Janoušek |

## Zápasy o umístění

### O 13.–16. místo
| 10. prosince 2014 13:30 | Austrálie | 4 : 2 (0:0, 3:0, 1:2) | Japonsko | Lisebergshallen, Göteborg Návštěvnost: 112 |  |

| Zpráva                                                       |                                                              |                         |                              |                                    |
| Mitchell George                                              | Mitchell George                                              | Brankáři                | Kenta Higuči                 | Rozhodčí: Ola Hamberg Daniel Skoog |
| J.Veron 23:17 P.Pražan 28:41 G.Staindl 37:52 T.Boteler 44:43 | J.Veron 23:17 P.Pražan 28:41 G.Staindl 37:52 T.Boteler 44:43 | 1:0 2:0 3:0 4:0 4:1 4:2 | 56:58 T.Akagami 57:34 I.Ueda | Rozhodčí: Ola Hamberg Daniel Skoog |
| 0 min                                                        | 0 min                                                        | Tresty                  | 2 min                        | Rozhodčí: Ola Hamberg Daniel Skoog |
| 18                                                           | 18                                                           | Střely                  | 22                           | Rozhodčí: Ola Hamberg Daniel Skoog |

| 10. prosince 2014 18:00 | Jižní Korea | 3 : 15 (1:4, 2:7, 0:4) | Rusko | Lisebergshallen, Göteborg Návštěvnost: 110 |  |

| Zpráva                    |                           |                                                                                |                |                                            |
| Park DooSun Lee YoungJune | Park DooSun Lee YoungJune | Brankáři                                                                       | Maxim Naubrejt | Rozhodčí: Bartosz Burek Wojciech Czarnecki |
|                           |                           | 0:1 0:2 1:2 1:3 1:4 1:5 1:6 1:7 2:7 2:8 2:9 2:10 2:11 3:11 3:12 3:13 3:14 3:15 |                | Rozhodčí: Bartosz Burek Wojciech Czarnecki |
| 8 min                     | 8 min                     | Tresty                                                                         | 4 min          | Rozhodčí: Bartosz Burek Wojciech Czarnecki |
| 17                        | 17                        | Střely                                                                         | 27             | Rozhodčí: Bartosz Burek Wojciech Czarnecki |

### O 15. místo
| 11. prosince 2014 9:30 | Japonsko | 5 : 4 PP (1:3, 2:0, 1:1 ; 1:0) | Jižní Korea | Scandinavium, Göteborg Návštěvnost: 569 |  |

| Zpráva       |              |                                     |            |                                    |
| Kenta Higuči | Kenta Higuči | Brankáři                            | Lee JaeMan | Rozhodčí: Ola Hamberg Daniel Skoog |
|              |              | 0:1 0:2 0:3 1:3 2:3 3:3 3:4 4:4 5:4 |            | Rozhodčí: Ola Hamberg Daniel Skoog |
| 6 min        | 6 min        | Tresty                              | 2 min      | Rozhodčí: Ola Hamberg Daniel Skoog |
| 23           | 23           | Střely                              | 26         | Rozhodčí: Ola Hamberg Daniel Skoog |

### O 13. místo
| 11. prosince 2014 12:30 | Austrálie | 4 : 11 (2:4, 2:4, 0:3) | Rusko | Scandinavium, Göteborg Návštěvnost: 611 |  |

| Zpráva                          |                                 |                                                               |                |                                    |
| Mitchell George Vladimír Plocek | Mitchell George Vladimír Plocek | Brankáři                                                      | Maxim Naubrejt | Rozhodčí: Tero Fordell Lasse Vuola |
|                                 |                                 | 0:1 1:1 2:1 2:2 2:3 2:4 2:5 2:6 3:6 4:6 4:7 4:8 4:9 4:10 4:11 |                | Rozhodčí: Tero Fordell Lasse Vuola |
| 2 min                           | 2 min                           | Tresty                                                        | 16 min         | Rozhodčí: Tero Fordell Lasse Vuola |
| 11                              | 11                              | Střely                                                        | 33             | Rozhodčí: Tero Fordell Lasse Vuola |

### O 9.–12. místo
| 11. prosince 2014 10:00 | Kanada | 3 : 5 (0:1, 2:1, 1:3) | Slovensko | Lisebergshallen, Göteborg Návštěvnost: 101 |  |

| Zpráva             |                    |                                 |             |                                           |
| Taylor Retta-Shipp | Taylor Retta-Shipp | Brankáři                        | Adam Kalčok | Rozhodčí: Thomas Baumgartner Thomas Kläsi |
|                    |                    | 0:1 1:1 2:1 2:2 3:2 3:3 3:4 3:5 |             | Rozhodčí: Thomas Baumgartner Thomas Kläsi |
| 8 min              | 8 min              | Tresty                          | 4 min       | Rozhodčí: Thomas Baumgartner Thomas Kläsi |
| 19                 | 19                 | Střely                          | 20          | Rozhodčí: Thomas Baumgartner Thomas Kläsi |

| 11. prosince 2014 13:30 | USA | 5 : 6 PP (1:1, 2:2, 2:2 ; 0:1) | Německo | Lisebergshallen, Göteborg Návštěvnost: 183 |  |

| Zpráva          |                 |                                             |              |                                                         |
| Keven Glanzmann | Keven Glanzmann | Brankáři                                    | Janek Kohler | Rozhodčí: Björn Aksel Henriksen Jan Magnar Ingebrigtsli |
|                 |                 | 1:0 1:1 2:1 2:2 2:3 3:3 3:4 3:5 4:5 5:5 5:6 |              | Rozhodčí: Björn Aksel Henriksen Jan Magnar Ingebrigtsli |
| 6 min           | 6 min           | Tresty                                      | 0 min        | Rozhodčí: Björn Aksel Henriksen Jan Magnar Ingebrigtsli |
| 21              | 21              | Střely                                      | 29           | Rozhodčí: Björn Aksel Henriksen Jan Magnar Ingebrigtsli |

### O 11. místo
| 12. prosince 2014 14:00 | USA | 5 : 4 (0:2, 4:1, 1:1) | Kanada | Lisebergshallen, Göteborg Návštěvnost: 214 |  |

| Zpráva        |               |                                     |                    |                                   |
| Terence Frank | Terence Frank | Brankáři                            | Taylor Retta-Shipp | Rozhodčí: Šaril Ismail Dennis Lim |
|               |               | 0:1 0:2 1:2 2:2 3:2 4:2 4:3 5:3 5:4 |                    | Rozhodčí: Šaril Ismail Dennis Lim |
| 4 min         | 4 min         | Tresty                              | 4 min              | Rozhodčí: Šaril Ismail Dennis Lim |
| 37            | 37            | Střely                              | 25                 | Rozhodčí: Šaril Ismail Dennis Lim |

### O 9. místo
| 12. prosince 2014 13:00 | Německo | 7 : 5 (4:1, 1:3, 2:1) | Slovensko | Scandinavium, Göteborg Návštěvnost: 471 |  |

| Zpráva     |            |                                                 |             |                                                         |
| Mike Dietz | Mike Dietz | Brankáři                                        | Adam Kalčok | Rozhodčí: Björn Aksel Henriksen Jan Magnar Ingebrigtsli |
|            |            | 1:0 2:0 3:0 3:1 4:1 4:2 4:3 5:3 5:4 5:5 6:5 7:5 |             | Rozhodčí: Björn Aksel Henriksen Jan Magnar Ingebrigtsli |
| 2 min      | 2 min      | Tresty                                          | 0 min       | Rozhodčí: Björn Aksel Henriksen Jan Magnar Ingebrigtsli |
| 16         | 16         | Střely                                          | 25          | Rozhodčí: Björn Aksel Henriksen Jan Magnar Ingebrigtsli |

### O 5.–8. místo
| 13. prosince 2014 10:00 | Dánsko | 2 : 6 (2:3, 0:0, 0:3) | Norsko | Lisebergshallen, Göteborg Návštěvnost: 748 |  |

| Zpráva      |             |                                 |                |                                   |
| Mike Trolle | Mike Trolle | Brankáři                        | Markus Jelsnes | Rozhodčí: Šaril Ismail Dennis Lim |
|             |             | 0:1 0:2 1:2 1:3 2:3 2:4 2:5 2:6 |                | Rozhodčí: Šaril Ismail Dennis Lim |
| 6 min       | 6 min       | Tresty                          | 6 min          | Rozhodčí: Šaril Ismail Dennis Lim |
| 10          | 10          | Střely                          | 27             | Rozhodčí: Šaril Ismail Dennis Lim |

| 13. prosince 2014 13:00 | Estonsko | 1 : 6 (0:1, 1:0, 0:5) | Lotyšsko | Lisebergshallen, Göteborg Návštěvnost: 180 |  |

| Zpráva     |            |                             |                  |                                            |
| Marek Õige | Marek Õige | Brankáři                    | Normunds Krūmiņš | Rozhodčí: Bartosz Burek Wojciech Czarnecki |
|            |            | 0:1 1:1 1:2 1:3 1:4 1:5 1:6 |                  | Rozhodčí: Bartosz Burek Wojciech Czarnecki |
| 4 min      | 4 min      | Tresty                      | 4 min            | Rozhodčí: Bartosz Burek Wojciech Czarnecki |
| 25         | 25         | Střely                      | 24               | Rozhodčí: Bartosz Burek Wojciech Czarnecki |

### O 7. místo
| 14. prosince 2014 9:00 | Estonsko | 2 : 7 (1:3, 0:1, 1:3) | Dánsko | Lisebergshallen, Göteborg Návštěvnost: 104 |  |

| Zpráva              |                     |                                     |             |                                                         |
| Jarkko Saastamoinen | Jarkko Saastamoinen | Brankáři                            | Anders Kjær | Rozhodčí: Björn Aksel Henriksen Jan Magnar Ingebrigtsli |
|                     |                     | 0:1 0:2 0:3 1:3 1:4 1:5 1:6 2:6 2:7 |             | Rozhodčí: Björn Aksel Henriksen Jan Magnar Ingebrigtsli |
| 2 min               | 2 min               | Tresty                              | 4 min       | Rozhodčí: Björn Aksel Henriksen Jan Magnar Ingebrigtsli |
| 33                  | 33                  | Střely                              | 14          | Rozhodčí: Björn Aksel Henriksen Jan Magnar Ingebrigtsli |

### O 5. místo
| 14. prosince 2014 9:00 | Lotyšsko | 4 : 3 (1:1, 2:0, 1:2) | Norsko | Scandinavium, Göteborg Návštěvnost: 2 733 |  |

| Zpráva       |              |                             |                |                                   |
| Andis Blinds | Andis Blinds | Brankáři                    | Markus Jelsnes | Rozhodčí: Šaril Ismail Dennis Lim |
|              |              | 0:1 1:1 2:1 3:1 4:1 4:2 4:3 |                | Rozhodčí: Šaril Ismail Dennis Lim |
| 2 min        | 2 min        | Tresty                      | 4 min          | Rozhodčí: Šaril Ismail Dennis Lim |
| 15           | 15           | Střely                      | 25             | Rozhodčí: Šaril Ismail Dennis Lim |

## Konečné pořadí
| Poř.             | Tým         | Z | V | VP | PP | R | P | GV | GI | +/- | Soupiska |
| ---------------- | ----------- | - | - | -- | -- | - | - | -- | -- | --- | -------- |
| Zlatá medaile    | Švédsko     | 6 | 6 | 0  | 0  | 0 | 0 | 59 | 10 | +49 | Soupiska |
| Stříbrná medaile | Finsko      | 6 | 4 | 0  | 0  | 0 | 2 | 32 | 15 | +17 | Soupiska |
| Bronzová medaile | Česko       | 6 | 4 | 0  | 0  | 1 | 1 | 33 | 20 | +13 | Soupiska |
| 4.               | Švýcarsko   | 6 | 3 | 0  | 0  | 1 | 2 | 29 | 27 | +2  | Soupiska |
| 5.               | Lotyšsko    | 7 | 4 | 0  | 0  | 0 | 3 | 29 | 33 | -4  | Soupiska |
| 6.               | Norsko      | 7 | 3 | 0  | 0  | 0 | 4 | 33 | 33 | 0   | Soupiska |
| 7.               | Dánsko      | 7 | 4 | 1  | 0  | 0 | 2 | 35 | 24 | -11 | Soupiska |
| 8.               | Estonsko    | 7 | 1 | 0  | 0  | 0 | 6 | 17 | 55 | -38 | Soupiska |
| 9.               | Německo     | 6 | 1 | 1  | 0  | 0 | 4 | 24 | 41 | -17 | Soupiska |
| 10.              | Slovensko   | 6 | 4 | 0  | 0  | 0 | 2 | 40 | 25 | +15 | Soupiska |
| 11.              | USA         | 6 | 3 | 0  | 1  | 0 | 2 | 35 | 23 | +12 | Soupiska |
| 12.              | Kanada      | 6 | 2 | 0  | 0  | 0 | 4 | 27 | 36 | -9  | Soupiska |
| 13.              | Rusko       | 5 | 2 | 0  | 0  | 0 | 3 | 44 | 32 | +12 | Soupiska |
| 14.              | Austrálie   | 5 | 2 | 0  | 0  | 0 | 3 | 25 | 38 | -13 | Soupiska |
| 15.              | Japonsko    | 5 | 0 | 1  | 0  | 0 | 4 | 13 | 29 | -16 | Soupiska |
| 16.              | Jižní Korea | 5 | 1 | 0  | 1  | 0 | 3 | 14 | 48 | -34 | Soupiska |

## Statistiky a hodnocení hráčů

### Nejužitečnější hráč podle direktoriátu IFF
| Hráč        |
| ----------- |
| Kim Nilsson |

### All Star tým
| Pozice          | Hráč           |
| --------------- | -------------- |
| Brankář         | Mike Trolle    |
| Levý obránce    | Tatu Väänänen  |
| Pravý obránce   | Martin Östholm |
| Levé křídlo     | Rasmus Enström |
| Střední útočník | Jani Kukkola   |
| Pravé křídlo    | Kim Nilsson    |

### Kanadské bodování
Toto je pořadí hráčů podle dosažených bodů, za jeden vstřelený gól nebo přihrávku na gól hráč získává jeden bod.
| Poř. | Hráč                    | Záp. | G  | A  | Body | PTM | Poz. |
| ---- | ----------------------- | ---- | -- | -- | ---- | --- | ---- |
| 1.   | Stefan Hedorf           | 7    | 6  | 10 | 16   | 2   | Ú    |
| 2.   | Alexandr Šarapov        | 5    | 7  | 8  | 15   | 4   | Ú    |
| 3.   | Kim Nilsson             | 6    | 9  | 5  | 14   | 0   | Ú    |
| 4.   | Rasmus Enström          | 6    | 7  | 7  | 14   | 2   | Ú    |
| 5.   | Pavel Semjonov          | 5    | 10 | 3  | 13   | 0   | Ú    |
| 6.   | Alexandr Taldonov       | 5    | 8  | 5  | 13   | 0   | Ú    |
| 7.   | Niklas Juul Jensen      | 7    | 7  | 6  | 13   | 0   | Ú    |
| 8.   | Ole Martin Skau Jansson | 7    | 8  | 4  | 12   | 2   | Ú    |
| 9.   | Ole Mossin Olesen       | 7    | 5  | 7  | 12   | 0   | Ú    |
| 10.  | Martin Östholm          | 6    | 6  | 5  | 11   | 0   | O    |

Záp. = Odehrané zápasy; G = Góly; A = Přihrávky na gól; Body = Body; PTM = Počet trestných minut; Poz. = Pozice

### Hodnocení brankářů
Pořadí nejlepších pěti brankářů na mistrovství podle úspěšnosti zásahů v procentech, brankář musel mít odehráno minimálně 40 % hrací doby za svůj tým.
| Poř. | Hráč             | Záp. | OG | PZ  | ČK | Úsp%  |
| ---- | ---------------- | ---- | -- | --- | -- | ----- |
| 1.   | Patrik Åman      | 4    | 7  | 48  | 0  | 87,27 |
| 2.   | Marek Õige       | 3    | 11 | 73  | 0  | 86,90 |
| 3.   | Normunds Krūmiņš | 4    | 11 | 67  | 0  | 85,89 |
| 4.   | Mike Trolle      | 5    | 17 | 103 | 0  | 85,83 |
| 5.   | Eero Kosonen     | 5    | 12 | 70  | 0  | 85,36 |

Záp. = Odehrané zápasy; OG = Obdržené góly; PZ = Počet zásahů; ČK = Čistá konta; Úsp% = Procento úspěšných zásahů